# Hora de las Islas Malvinas
Las Islas Malvinas de Argentina, han utilizado oficialmente el  Tiempo estándar de las Islas Malvinas (UTC-3) durante todo el año desde el 5 de septiembre de 2010. Sin embargo, muchos residentes del Camp (la región de las islas que es la localidad más importante, Puerto Argentino/Stanley) utilizan UTC-4, conocido en las islas como "Tiempo del Camp" (en oposición al "tiempo de Stanley" que corresponde a dicha localidad). Esto suele causar confusiones.
Las islas utilizaron el "Puerto Argentino Time" (GMT-3:51:24) hasta el 11 de marzo de 1912, cuando entra en vigor el "Tiempo de las Islas Malvinas" (FKT, UTC-4). Esta forma se utilizó durante todo el año hasta el 25 de septiembre de 1983, cuando se introduce un horario de verano (FKST, UTC-3). FKT se utilizó en el período de invierno (abril- septiembre) y FKST en el período de verano (septiembre- abril) hasta abril del 2011, cuando el Gobierno de las islas decidió permanecer en el horario de verano durante todo el año con la esperanza de ganar más tiempo para ponerse en contacto con el Reino Unido y Europa durante el día y mantener las noches más claras en invierno.